# Зайцевский сельский совет (Днепропетровская область)
Зайцевский сельский совет (укр. Зайцівська сільська рада) — входит в состав
Синельниковского района
Днепропетровской области
Украины.
Административный центр сельского совета находится в 
с. Зайцево.

## Населённые пункты совета
- с. Зайцево
- с. Калиновка
- с. Красное
- с. Очеретоватое
- с. Терновое

## Ликвидированные населённые пункты совета
- с. Петровское
- с. Терники